# Astroblepus chotae
Astroblepus chotae és una espècie de peix de la família dels astroblèpids i de l'ordre dels siluriformes.

## Morfologia
Els mascles poden assolir els 10 cm de llargària total.

## Distribució geogràfica
Es troba a Sud-amèrica: conques dels rius Magdalena i Orinoco.